# Мозґово
Мозґово (пол. Mozgowo) — село в Польщі, у гміні Залево Ілавського повіту Вармінсько-Мазурського воєводства.
Населення — 29 осіб (2011).
У 1975—1998 роках село належало до Ольштинського воєводства.

## Демографія
Демографічна структура станом на 31 березня 2011 року:
|          | Загалом | Допрацездатний вік | Працездатний вік | Постпрацездатний вік |
| -------- | ------- | ------------------ | ---------------- | -------------------- |
| Чоловіки | 17      | 5                  | 11               | 1                    |
| Жінки    | 12      | 0                  | 7                | 5                    |
| Разом    | 29      | 5                  | 18               | 6                    |